# Varice œsophagienne
 Mise en garde médicale

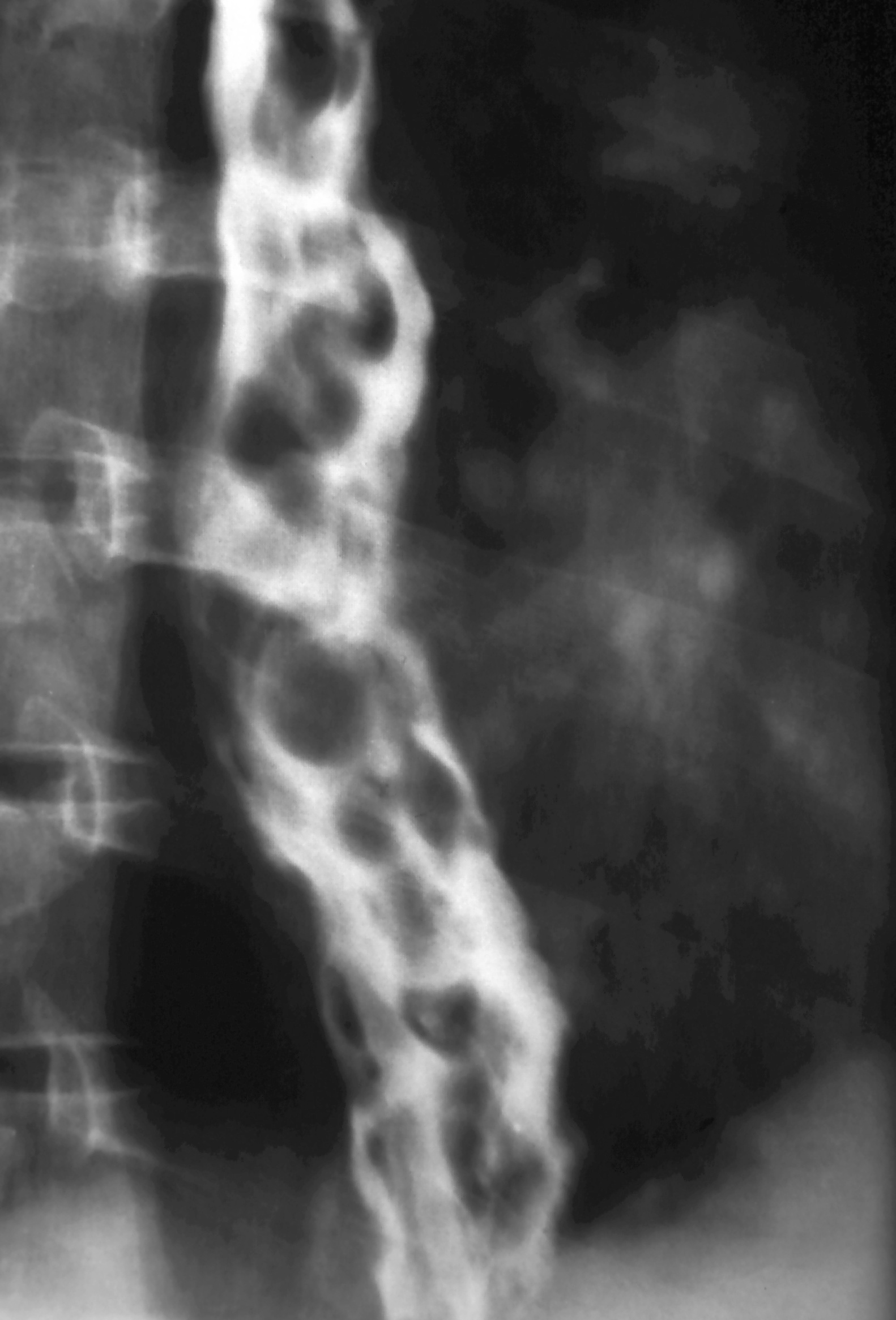
Empreintes dilatées et tortueuses laissées par des varices œsophagiennes sur les clichés précoces d'un transit œsogastroduodénal (TOGD) radio-opaque.

Les varices œsophagiennes sont dues à une dilatation des veines présentes dans la paroi de l’œsophage, secondaire à une augmentation de la pression dans le système porte (hypertension portale dont la cirrhose représente l'essentiel des causes), d'origine alcoolique ou virale.
Les varices œsophagiennes (ou VO) n’entraînent aucun symptôme. Elles ne se révèlent qu’en cas de rupture, par des vomissements de sang (hématémèse) ou émission de sang digéré par l’anus (méléna) ou lors d'une gastroscopie. La rupture des varices œsophagiennes est une des causes de mortalité les plus fréquentes dans la cirrhose.
Le diagnostic se fait par endoscopie digestive haute, on retrouve un aspect de cordons bleuâtres, saillants, au niveau de la partie inférieure de l’œsophage.

## Mécanisme
Les veines œsophagiennes constituent une dérivation entre la veine porte et la veine cave inférieure. Lorsque la pression au niveau de la veine porte augmente, comme lors d'une cirrhose, ce réseau collatéral se développe.
Les varices peuvent également être gastriques et sont présentes dans près d'une cirrhose sur cinq, notamment au niveau du fundus. Le saignement de ces varices est, en règle générale, plus grave.

## Épidémiologie
Les varices œsophagiennes sont présentes chez la moitié des cirrhotiques.
La probabilité de rupture est majorée en cas de varices de taille importante, de présence d'aspect de stries rougeâtres sur ces dernières et de l'importance de la maladie cirrhotique (classification CHILD). Le risque de récidive est important, supérieur à 50 % à un an. La mortalité est notable après chaque événement, d'autant plus que le stade de la cirrhose est avancé.

## Stades
Grade I : varices petites, frêles, pouvant s'écraser sous la pression modérée de l'insufflation de l'endoscope
Grade II : varices ne pouvant pas s'écraser sous l'insufflation de l'endoscope
Grade III : varices confluentes, quasi-circonférentielles
NB : Seules les varices de grade II et III peuvent subir une rupture avec hémorragie interne

## Traitement

### Traitement préventif
La prise en charge a fait l'objet de recommandations aux États-Unis dont la dernière version date de 2007.
Le traitement de fond est celui de l’hypertension portale. La cause de la cirrhose (alcool, médicament…) doit être supprimée, afin d’obtenir une stabilisation voire une amélioration des lésions hépatiques.
Le traitement préventif de la rupture est la prise d’un médicament bêta-bloquant non cardio-sélectif, qui va diminuer la pression portale.
Dans certains cas, il est proposé une anastomose porto-cave, permettant de diminuer la pression du système porte, et donc, le besoin en collatéralité.
Le traitement local consiste, par voie endoscopique, à parvenir à l'occlusion des varices, soit par injection d'un liquide sclérosant, soit par ligature de leur origine. La seconde technique semble être supérieure à la première en termes de résultats sur l'évolution de la maladie. Dans les deux cas, le risque de récidive existe, imposant une surveillance par fibroscopie répétées.

### Traitement de la rupture
Le traitement de la rupture est une urgence médico-chirurgicale. Il consiste à la stabilisation de l’état hémodynamique du patient par transfusion sanguine, et par la diminution de la pression portale par différents médicaments (dont la Terlipressine). Le traitement local repose sur la réalisation rapide d'une endoscopie pour ligature ou sclérose de la varice responsable.
La constitution d'un shunt porto-cave par voie veineuse (veine jugulaire interne), appelé aussi TIPS ou TiPSS pour l'anglais : Transjugular intrahepatic portosystemic shunt, peut être une option intéressante dans certains cas.
L’utilisation de sondes de tamponnement type Blackemore n’est nécessaire qu’en cas de saignement incontrôlable par d’autres moyens. Une autre possibilité est la mise en place d'un ressort métallique (stent) comprimant les varices.